# مجموعة منسون

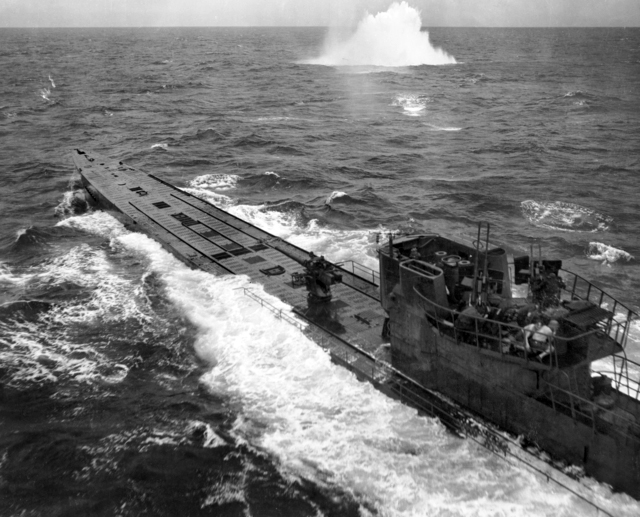
كانت يو-848 في طريقها للانضمام إلى مجموعة مونسن عندما تم تصويرها بواسطة طائرة هجوم أمريكية. بعد ضربها بقنبلة لم تقدر على الغوص، غرقت الغواصة من الفئة التاسعة دي مع كل طاقمها في المحيط الأطلسي.

مجموعة منسون أو Monsoon Group قوة من غواصات يو الألمانية التي كانت تعمل في المحيط الهادئ والمحيط الهندي خلال الحرب العالمية الثانية. على الرغم من استخدام اصطلاحات تسمية مشابهة للتجمعات المؤقتة للغواصات في المحيط الأطلسي، إلا أن المدة الطويلة لدوريات المحيط الهندي تسببت في أن يكون الاسم مرتبطًا دائمًا بالعدد الصغير نسبيًا من غواصات يو التي تعمل خارج بينانغ (عاصمتها جورج تاون في الأساس). بعد عام 1944، وضعت غواصات في مجموعة منسون بشكل عملي تحت سلطة منطقة غواصات جنوب شرق آسيا.
كان مسرح المحيط الهندي هو المكان الوحيد الذي حاربت فيه القوات الألمانية واليابانية في نفس مسرح الحرب. لتجنب وقوع حوادث بين الألمان واليابانيين، تم حظر الهجمات على الغواصات الأخرى بشكل صارم. شاركت 41 غواصة من جميع الفئات بما في ذلك غواصات النقل؛ ومع ذلك، فقد عدد كبير منهم ولم يعد سوى جزء صغير منهم إلى أوروبا. 

## طرق التجارة في المحيط الهندي
أعتبر المحيط الهندي ذا أهمية إستراتيجية، حيث يرتبط بالهند، وطرق الشحن والمواد الخام الإستراتيجية التي يحتاجها البريطانيون للمجهود الحربي. في السنوات الأولى من الحرب، غرق المغيرون التجاريون والسفن الحربية الألمانية بعدد من السفن التجارية في المحيط الهندي. لكن مع تقدم الحرب، أصبح من الصعب عليهم العمل في المنطقة وبحلول عام 1942 كان معظمهم إما غارقين أو مشتتين. من عام 1941، تم النظر في تعيين غواصات لنشرها في هذه المنطقة، ولكن نظرًا للفترات الناجحة المعروفة باسم الوقت السعيد الأول والثاني، تقرر أن إرسال غواصات إلى المحيط الهندي سيكون غير ضروري. كما لم تكن هناك قواعد أجنبية يمكن للوحدات أن تعمل من خلالها وتزود منها، وبالتالي فإنها ستعمل في حدود مداها. نتيجة لذلك، ركز الألمان في المقام الأول على حملة غواصات يو الخاصة بهم في شمال الأطلسي.
أدى دخول اليابان إلى الحرب في عام 1941 إلى الاستيلاء على مستعمرات جنوب شرق آسيا الأوروبية مثل الملايو البريطانية وجزر الهند الشرقية الهولندية. في مايو ويونيو 1942، بدأت الغواصات اليابانية تعمل في المحيط الهندي واشتبكت مع القوات البريطانية في مدغشقر. غزا البريطانيون الجزيرة الخاضعة لسيطرة فيشي لمنعها من الوقوع في أيدي اليابانيين - ومع ذلك، لأن اليابان لم تكن معروفة (من تقييم ما بعد الحرب) أن لديها خطط لوضع مدغشقر في دائرة نفوذها، الدفاع البريطاني. من الجزيرة يمكن أيضا أن يكون ظن أنه كان دفاعا معقول ضد أي احتمال لسقوط مدغشقر تحت طموحات ألمانيا الخاصة.

## مواد المحور الخام الاستراتيجية
الغزو الألماني للاتحاد السوفيتي في عام 1941 قد أنهى استخدام الطرق البرية التي كانت لتوصيل المواد الاستراتيجية من جنوب شرق آسيا، وقلة من سفن المحور كانت قادرة على تجنب دوريات الحلفاء في شمال الأطلسي. كانت اليابان مهتمة بتبادل التكنولوجيا العسكرية مع ألمانيا، وبدأت الغواصة اليابانية I-30 في نقل المواد الإستراتيجية المغمورة في منتصف عام 1942 من خلال تسليم 1500 كجم من الميكا و660 كجم من شيلاك.  كانت الغواصات اليابانية المصممة لقطع مسافات شاسعة في المحيط الهادئ أكثر قدرة على النقل من الغواصات الألمانية المدمجة التي صممت للعمليات في جميع أنحاء أوروبا الساحلية؛ لكن الغواصات الإيطالية الكبيرة أثبتت أنها غير فعالة لهجمات القوافل. قامت البحرية الإيطالية الملكية (الأسطول الملكي الإيطالي) بتحويل سبع غواصات إيطالية تعمل من BETASOM إلى «غواصات نقل» من أجل تبادل السلع التجارية النادرة أو التي لا يمكن تعويضها مع اليابان. وهم: وBagnolin و<i id="mwVQ">Barbarigo</i>، وكابيلليني (التي أعيدت تسميتها Aquilla III مايو 1943)، وفينزي، وجولياني، وTazzoli و TORELLI.

## عمليات مشتركة في المحيط الهندي

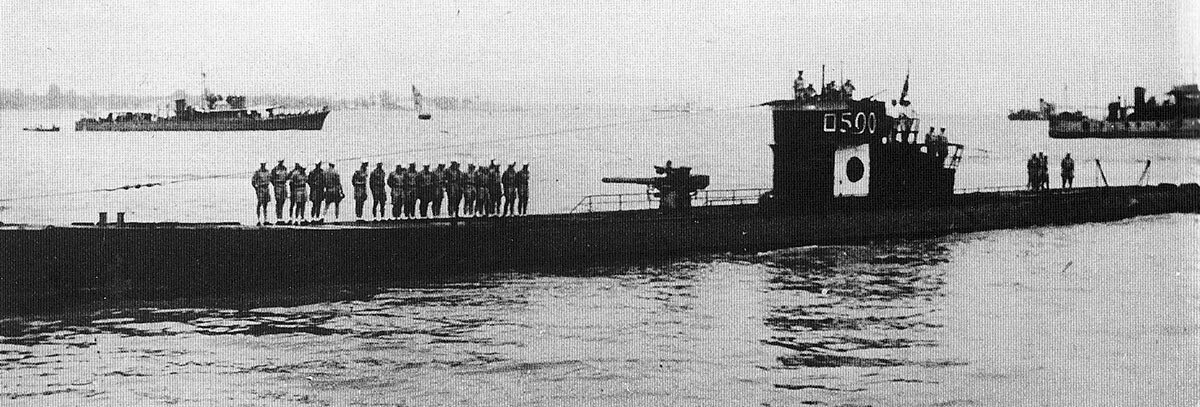
غواصة يو-511 السابفة بعد أن قدمت إلى اليابان أصبح أسمها IJN RO-500.

اقترح اليابانيون في ديسمبر عام 1942 فكرة إرسال غواصات يو إلى مالايا وجزر الهند الشرقية للعمل في المحيط الهندي. نظرًا لعدم توفر أي إمدادات في أي من الموقعين، تم رفض الفكرة، على الرغم من وجود عدد من غواصات يو تعمل حول رأس الرجاء الصالح في ذلك الوقت. بعد أيام قليلة من وصول Cappellini إلى جزر الهند الشرقية، أصبحت يو-511 أول غواصة يو لاستكمال الرحلة. حملت هذه الغواصة الملحق البحري الياباني الأدميرال ناكوني نومورا  من برلين إلى كورشي. تم تسليم الغواصة إلى اليابان تحت اسم RO-500؛ عاد طاقمها الألماني إلى بينانغ لتوفير أفراد بديلين لقاعدة الغواصات الرئيسية التي يتم إنشاؤها في محطة بحرية بريطانية سابقة على الساحل الغربي لشبه جزيرة مالايان. تم إنشاء قاعدة ثانية في كوبي؛ كانت قواعد الإصلاح الصغيرة موجودة في سنغافورة وجاكرتا وسورابايا. كجزء من توزيع عمليات غواصات يو بعد خسائر فادحة في شمال المحيط الأطلسي في أوائل عام 1943، أُمر فيلهلم دوميس بالإبحار بغواصته يو-178 من منطقة عملياته قبالة جنوب إفريقيا لتولي القيادة في بينانغ.

### دوريات الغواصات المبكرة إلى بينانغ
- أبحرت الغواصة اليابانية I-30 في 22 أغسطس 1942 وهي تحمل طوربيدات ألمانية، وحاسوب بيانات طوربيد، ورادارات بحث، وميتوكس، وسماعة مائية، و 50 آلة إنجما، و240 بولدي سونار لتدابير المضادة. ضربت بلغم وغرقت قبالة سنغافورة في 13 أكتوبر 1942.

## الموجة الأولى من غواصات مجموعة منسون
مع تأسيس القاعدة، تم تخصيص اثني عشر غواصة لـ «مجموعة منسون» وتم توجيهها للمضي قدماً إلى بينانغ، وهي تقوم بدوريات على طول طرق التجارة للحلفاء طوال رحلتها. يعكس اسم المجموعة نية؛ أن افتتاح حملة غواصات يو في المحيط الهندي يجب أن تتزامن مع موسم الرياح الموسمية.   أصبحت الهدنة الإيطالية مع الحلفاء فعالة مع استمرار العملية. استسلمت الغواصة الإيطالية Ammiraglio Cagni في ديربان بجنوب إفريقيا بدلاً من الاستمرار قدماً إلى بينانغ. تم نقل غواصات البضائع الإيطالية المحولة عليها من قبل بحرة ألمانيا النازية كريغسمرينه وترقيمها بالبادئات UIT.
- أبحرت يو-200 في 11 يونيو 1943 وغرقت قبالة أيسلندا من قبل الطائرة المائية كونسوليديتد بي بي واي كاتالينا في 24 يونيو.[12]
- أبحرت يو-514 في 3 يوليو 1943 وتم إغراقها بواسطة كونسوليداتيد بي-24 ليبراتور تابعة لسرب سلاح الجو الملكي البريطاني 224 في خليج بسكاي في 8 يوليو.[13]
- أبحرت غواصة يو -506 في 6 يوليو 1943، وتم إغرقها على يد طائرات كونسوليداتيد بي-24 ليبراتور من السرب الأمريكي الأول في خليج بسكاي في 12 يوليو.[14]
- يو-509 أبحرت يوم 3 يوليو 1943، وغرقت من قبل طائرات من على متن حاملة الطائرات المساعدة إس إس سانتي في 15 يوليو.[15]
- أبحرت يو-516 في 8 يوليو 1943 لكنها عادت إلى فرنسا في 23 أغسطس بعد نقل وقودها إلى غواصات أخرى، مما مكنهم من الاستمرار عندما غرقت صهريجهم.[16]
- أبحرت يو-847 في 29 يوليو 1943 ولكن تضررت بسبب الجليد في مضيق الدنمارك وتم تحويل وقودها ظغلى الغواصات الأخرى في شمال الأطلسي قبل أن تغرق من طائرات مطلقة من على متن يو إس إس كارد في 27 أغسطس.[17]
- أبحر Ammiraglio Cagni في أوائل يوليو 1943 لكنها استسلمت بعد أن أصبحت الهدنة الإيطالية سارية في 8 سبتمبر 1943.
- أبحرت يو-533 في 6 يوليو 1943، وتم إغرقها بواسطة بريستول بلينهايم من سرب سلاح الجو الملكي البريطاني 224، على بعد 29 ميلًا (46 كم) من خورفكان في خليج عمان في 16 أكتوبر.
- أبحرت يو -183 في 3 يوليو ووصلت إلى بينانغ في 27 أكتوبر 1943، ثم غرقت بعد عامين في بحر جاوا بواسطة USS Besugo (SS-321).
- أبحرت يو -188 في 30 يونيو 1943 وأغرقت سفينة الحرية الأمريكية كورنيليا ب. سبينسر التي يبلغ وزنها 7200 طن قبل أن تصل إلى بينانغ في 31 أكتوبر.
- أبحرت يو-532 في 3 يوليو 1943 وأغرقت سفينة شحن نرويجية وواحدة وهندية وسفينتين بريطانيتيين قبل الوصول إلى بينانغ في 31 أكتوبر.
- أبحرت يو-168 في 3 يوليو 1943 واغرقت سفينة الشحن البريطانية Heiching التي يبلغ وزنها 2200 طن قبل أن تصل إلى بينانغ في 11 نوفمبر.

تم إرسال موجة ثانية من غواصات مجموعة منسون من أوروبا لتعويض الخسائر في النقل.
- أبحرت يو-219 في مهمة زراعة ألغام في 22 أكتوبر 1943 لكنها عادت إلى فرنسا في 1 يناير 1944 بعد أن تم تحويلها لتزويد غواصات يو أخرى بالوقود في شمال المحيط الأطلسي.[18]
- أبحرت يو-848 في 18 سبتمبر 1943 وأغرقت سفينة الشحن البريطانية Baron Semple التي يبلغ وزنها 4600 طن قبل أن تغرقها البحرية الأمريكية PB4Y Liberators في جنوب المحيط الأطلسي في 5 نوفمبر.[19]
- أبحرت يو-849 في 2 أكتوبر 1943، وتم إغراقها بواسطة USN PB4Y Liberator في جنوب المحيط الأطلسي في 25 نوفمبر.
- يو-850 أبحرت في 18 نوفمبر عام 1943 وغرقت بواسطة طائرات من على متن USS <i id="mwATQ">Bogue</i> في 20 ديسمبر.
- يو-510 أبحرت في 3 نوفمبر 1943 وأغرقت الناقلة البريطانية سان الفارو 7385t، والنرويجية ERLING Brøvig 9970t ، وسفينة الشحن الأمريكية EGSeubert 9181t، والنرويجية طريفة 7229t، والأمريكي جون A 7176t. بوور وسفينة ازالة الالغام البريطانية 249t Maaløy قبل الوصول إلى بينانغ في 5 مايو 1944. [16]

## الإبحار في وقت لاحق من أوروبا
عانت الغواصات التي تحاول الوصول إلى بينانغ من أوروبا من الاستنزاف الشديد، أولاً من قاذفات القنابل في خليج بسكاي، ثم من دوريات جوية في أضيق منتصف في المحيط الأطلسي وحول رأس الرجاء الصالح، وأخيراً من غواصات متحالفة تتجول حول بينانغ بمساعدة معلومات ماخوذة من فك تشفير الرسائل التي تحدد اوقات وصول الغواصات ومغادرتها.
- أبحرت الغواصة اليابانية I-8 في 5 سبتمبر 1943 محملة بشحنة من البنادق المضادة للطائرات ومحركات الطوربيد والطائرات وعشرة فنيين ألمان؛ ووصلت إلى سنغافورة في 5 ديسمبر 1943. [12]
- أبحرت يو-177 في 2 يناير 1944 وغرق من قبل USN PB4Y Liberator في جنوب المحيط الأطلسي في 6 فبراير 1944.[20]
- أبحرت Bagnolini ك UIT-22 في 26 يناير 1944 وغرقت قبالة رأس الرجاء الصالح في 11 مارس اذار.[21]
- أبحرت يو -801 في 26 فبراير 1944 وتم غغراقها بطائرة من يو إس إس <i id="mwAVk">بلوك آيلاند</i> في 16 مارس. [19]
- أبحرت يو-1059 في 12 فبراير 1944 مع شحنة من طوربيدات وقد غرقت من طائرات من على متن يو إس إس بلوك آيلاند في 19 مارس.[22]
- أبحرت يو-851 في 26 فبراير 1944 مع شحنة من الزئبق و500 بطارية لغواصات يو، واختفت في مارس 1944.
- أبحرت يو-852 في 18 يناير 1944 واغرقت سفينة الشحن اليونانية بحوالي 4700 طن بيليوس وسفينة الشحن طن البريطانية Dahomian بحمولة 5300 قبل أن تغرق في بحر العرب من قبل سلاح الجو الملكي البريطاني فيكرز ويلينغتون يوم 3 أبريل.
- أبحرت يو-1062 في 3 يناير 1944 مع شحنة من طوربيدات ووصلت بينانغ في 19 أبريل.
- أبحرت يو -1242 باعتبارها RO-501 يابانية في أبريل 1944 وغرقت في المحيط الأطلسي من قبل يو إس إس <i id="mwAXs">فرانسيس إم روبنسون</i> في 13 مايو 1944.[23]
- يو-843 أبحرت في 18 فبراير 1944 وغرقت سفينة الشحن نبراسكا البريطانية بحمولة 8300 طن قبل الوصول إلى جاكرتا في 11 يونيو حزيران. [16]
- أبحرت يو-490 في 6 مايو 1944 مع شحنة من الإمدادات وقطع الغيار والإلكترونيات؛ غرقت من قبل طائرات من على متن USS <i id="mwAYk">Croatan</i> يوم 12 يونيو 1944.[24]
- أبحرت يو-860 في 11 أبريل 1944 أغرقت في جنوب المحيط الأطلسي بطائرة من يو إس إس <i id="mwAZA">سولومونز</i> في 15 يونيو.
- أبحرت الغواصة اليابانية I-29 في 16 أبريل 1944 مع 10 آلات إنجما وأحدث تكنولوجيا الرادار الألمانية؛ تم نسفها بواسطة يو إس إس سفيش في 26 يوليو 1944.
- أبحرت يو-537 في 25 مارس 1944 ووصلت جاكرتا في 2 أغسطس.
- أبحرت يو-181 في 16 مارس 1944 وهبطت سفينة الشحن البريطانية Tanda التي تبلغ حمولتها 7100 طن، وسفينة الشحن Garoet الهولندية التي يبلغ وزنها 7100 طن وشاحنتي الشحن البريطانيين Janeta وKing Frederick قبل الوصول إلى Penang في 8 أغسطس.
- أبحرت يو-196 في 16 مارس 1944 وغرقت سفينة الشحن البريطانية Shahzada التي يبلغ وزنها 5500 طن قبل أن تصل إلى Penang في 10 أغسطس.
- أبحرت يو-198 في 20 أبريل 1944 وأغرقت سفينة الشحن جنوب إفريقيا التي تبلغ حمولتها 3300 طن، كولومبين، وسفينة الشحن البريطانية التي يبلغ وزنها 5,100 طن، وسفينة الشحن البريطانية Empire City يبلغ وزنها 7,300 طن، سفينة الشحن Empire Day البريطانية التي يبلغ وزنها 7,200 طن، قبل أن تغرق في المحيط الهندي في 12 أغسطس 1944 من قبل البحرية الملكية حول <i id="mwAbY">شاه</i> و<i id="mwAbg">البيجوم</i>.
- أبحرت يو-180 في 20 أغسطس 1944 وغرقت بواسطة الألغام عند مغادرة الميناء.
- U-862 أبحر في 3 يونيو 1944 وغرق خمس سفن قبل الوصول إلى بينانج يوم 9 سبتمبر.
- U-861 أبحرت في 20 أبريل 1944 وغرق 1700 طن سفينة الجند البرازيلية الحيوية دي أوليفيرا، و7،200 طن الحرية الأمريكية سفينة وليام غاستون، و7،500 طن شحن البريطاني برويكشير و5،700 طن شحن اليوناني Toannis Fafalios قبل الوصول إلى بينانج على 22 سبتمبر.
- U-859 أبحر في 4 أبريل 1944 وعلى متنها شحنة من الزئبق وغرق 6300 طن البنمي شحن كولن، و7،200 طن الحرية الأمريكية سفينة جون بيري و7،400 طن شحن البريطاني ترويلوس قبل أن يتم نسف من بينانغ التي كتبها HMS <i id="mwAdU">باتر</i> في 23 سبتمبر.
- أبحر U-871 في 31 أغسطس 1944 وغرق من قبل RAF B-17 في 26 سبتمبر 1944.
- أبحر U-863 في 26 يوليو 1944، وغرق من قِبل USN PB4Ys في 29 سبتمبر.
- أبحرت طائرة U-219 بتكوين شحن في 23 أغسطس 1944 ووصلت إلى جاكرتا في 11 ديسمبر.
- أبحر U-195 في تكوين مزيت في 20 أغسطس 1944 ووصل إلى جاكرتا في 28 ديسمبر.
- U-864 أبحرت وعلى متنها شحنة من الزئبق والخطط وقطع الغيار اللازمة للمقاتلات مسرشميت مي 163 ومسرشميت مي 262 في 5 فبراير 1945، وكان نسفها HMS <i id="mwAfI">بروجيكت</i> يوم 9 فبراير.
- أبحرت يو-234 محملة ب 74 طنا من الرصاص و26 طنا من الزئبق و12 طنا من الصلب وسبعة أطنان من الزجاج البصري و 43 طنا من خطط الطائرات وأجزائها و560 كيلوغرام من أكسيد اليورانيوم وطائرة مي 262 مجزءة في 1 أبريل 1945، استسلمت عندما انتهت الحرب.[25]

## غواصات ألمانية-يابانية
استولت القوات البحرية الإمبراطورية اليابانية على ستة غواصات متبقية في الأراضي اليابانية عندما استسلمت ألمانيا في عام 1945.
- يو-181 (من فئة IXD2) أصبحت I-501 وتم تفكيكها في سنغافورة بعد استسلام اليابان.
- يو-862 (من فئة IXD2) أصبحت I-502 وتم تفكيكها في سنغافورة بعد استسلام اليابان.
- UIT 24 (أصلا Comandante Cappellini، ثم Aquilla III) أصبحت I-503 وعثر عليها كوبي عندما استسلمت اليابان أغرقت من قبل البحرية الأمريكية في جزيرة كي سويدو.
- أصبحت UIT-25 (أصلاً <i id="mwAsA">Torelli</i>) I-504 وعثر عليها في كوبي عندما استسلمت اليابان وسرقتها يو إس إن في كي سويدو.
- يو-219 (أصبحت XB زارعة ألغام) I-505 وتم تفكيكها من جاكرتا بعد استسلام اليابان.
- يو-195 (من فئة IXD1) أصبحت I-506 وتم تفكيكها في جاكرتا بعد استسلام اليابان.